# Barzaz Breiz
El Barzaz Breiz, cançons populars de Bretanya, subtitulat «recopilats i publicats amb una traducció francesa, aclariments, notes i les melodies originals per Th. de la Villemarqué» és una antologia de cançons recopilades a la Baixa Bretanya durant el segle xix, traduïts i anotats pel vescomte Théodore Hersart de la Villemarqué. Pràcticament la totalitat dels textos de l'antologia tenen el seu origen en una recol·lecció dels mateixos iniciada per la seva mare i prosseguida posteriorment a gran escala per ell mateix.
Barzaz Breiz, en bretó, significa literalment «Antologia de poesies de Bretanya».

## Diverses edicions
La primera edició va ser publicada el 1839 a la ciutat de París per Éditions Delloye en forma de dos llibres. Fou reimprès en 1840, 1845 i de nou, per Didier et Cie, en 1846, el llibre va ser posteriorment publicat en 1867 a París.
L'edició de 1867 ha estat objecte de nombroses reimpressions fins als nostres dies per la llibreria acadèmica Perrin, això sense tenir en compte les nombroses traduccions a l'anglès (Taylor, Fleay...), a l'alemany (Keller-Seckendorf....), a l'italià (Pascoli), al polonès, entre d'altres.
En 1981, es va efectuar fins i tot una nova edició del Barzaz Breiz en format de butxaca.
En 1989, l'editorial de Lesneven, Mouladurioù Hor Yezh, va editar, amb el títol de Barzhaz Breizh, l'única edició fins al moment que únicament conté el text en bretó, encara que transcrit en la moderna ortografia unificada d'aquest idioma, l'anomenat peurunvan.
En 1996, Coop Breizh va publicar una versió en format de butxaca sense el text bretó, segons els desitjos de Pierre Trépos (Au sujet d'une nouvelle édition du Barzaz Breiz, 1959).
En 1999, les Éditions du Layeur van publicar una reimpressió de l'edició de 1867, presentada per Yann-Fañch Kemener, cantautor en bretó i important recopilador de cançons, a la qual es va afegir el prefaci de l'edició de 1845. El seu mèrit principal és el de presentar els textos francesos i bretons cara a cara, de manera que se n'assegura una perfecta llegibilitat. L'obra està acompanyada per un disc compacte que aporta la interpretació de 12 de les cançons per Yann-Fanch Kemener i la Maîtrise de Bretagne, en solitari o a duo.

## Difusió
L'obra va conèixer un important èxit d'apreciació entre la societat literària parisenca, rebent una cèlebre apreciació per George Sand que va esmentar «els diamants del Barzaz Breiz», comparant una de les cançons de la recopilació, Drouk-kinnig Neumenoiou (El Tribut de Nominoé), amb la Ilíada d'Homer. L'autor, que només tenia 24 anys, va veure com augmentava el seu estatus social, la qual cosa li va permetre, en aprofundir els seus estudis sobre el bretó i les velles tragèdies bretones, convertir-se en una referència incontestable i veure com se li obrien les portes de l'Académie des inscriptions et belles-lettres en 1856.
Durant els anys posteriors, el Barzaz *Breiz ha seguit gaudint d'àmplia transcendència, tant en l'àmbit estrictament literari com en el científic o en el polític. Segueix sent encara font d'inspiració per a artistes actuals, especialment per a músics i compositors, a causa que la música de les cançons està també anotada en l'obra.

## Les discussions sobre el Barzaz Breiz
Temps després de la seva publicació, François-Marie Luzel va fer una sèrie de severes crítiques respecte de qui havia estat per cert temps el seu mestre, durant un congrés erudit celebrat l'any 1868. Considerava que les cançons havien pogut ser completament elaborades des de zero, com ho va fer James MacPherson respecte de l'Ossian, ja que, segons afirmava, ell mateix no havia trobat mai versions tan elegants i tan exemptes de paraules en francès introduïdes en els seus textos. El principal problema posat de manifest per aquestes primeres crítiques a l'obra era que La Villemarqué es negava a mostrar públicament els seus quaderns de camp sobre la recollida dels materials del Barzaz Breiz. No obstant això, cap al final de les seves vides La Villemarqué i Luzel es van reconciliar.
En una tesi presentada en 1960, Francis Gourvil sostenia que el Barzaz Breiz era en realitat una falsificació. En una altra tesi llegida en 1974 (encara que no publicada fins a 1989), Donatien Laurent rebutjava parcialment aquestes acusacions en demostrar l'autenticitat dels materials de l'obra gràcies al descobriment en general de la Villemarqué el 1964 dels carnets de notes del seu avantpassast amb les recol·leccions de material de. La hipòtesi més versemblant és que La Villemarqué va procedir a efectuar arranjaments en el material recol·lectat amb la finalitat d'embellir-ho i d'establir una espècie de versió-tipus, a la manera dels germans Grimm, com es feia normalment en la seva època.

## Música bretona
El Barzaz Breiz ha tingut gran influència sobre molts cantants i músics bretons. Alan Stivell ha utilitzat diverses de les seves músiques i textos (Marv Pontkalleg, An Alarc'h, Silvestrig, Jenovefa, Beli Arzhur i Diougan Gwenc'hlan), així com Tri Yann (Distro euz ar Vro-Saoz), Gilles Servat, el poeta cantaire Denez Prigent (Ar rannoù), el grup folk pop britànic Steeleye Span, etc. Entre els millors intèrprets del Barzaz Breiz en la manera tradicional, es destaca la personalitat de Yann Fañch Kemener.